# Салливан, Марко
Марко Салливан (англ. Marco Sullivan, род. 27 апреля 1980 года, Траки) — американский горнолыжник, участник двух Олимпийских игр, победитель этапа Кубка мира. Специализируется в скоростных дисциплинах.
В Кубке мира Салливан дебютировал в 2001 году, в январе 2008 года одержал свою единственную победу на этапе Кубка мира, в скоростном спуске. Кроме этого на сегодняшний момент имеет на своём счету 3 попадания в тройку лучших на этапах Кубка мира, все в скоростном спуске. Лучшим достижением Салливана в общем итоговом зачёте Кубка мира, является 28-е место в сезоне 2007/08.
На Олимпиаде-2002 в Солт-Лейк-Сити стал 9-м в скоростном спуске, кроме того стартовал в супергиганте, но не добрался до финиша.
На Олимпиаде-2010 в Ванкувере, стартовал в двух дисциплинах: скоростной спуск — дисквалифицирован, супергигант — 23-е место.
За свою карьеру принимал участие в трёх чемпионатах мира, лучший результат 17-е место в супергиганте на чемпионате мира 2003.
Использует лыжи и ботинки производства фирмы Rossignol.